# Mezzegra
Mezzegra település Olaszországban, Lombardia régióban, Como megyében. Lakosainak száma 1037 fő (2013. december 31.).

## Népesség
A település lakossága az elmúlt években az alábbi módon változott:

| 2013 | 1 037 |